# بریج ۹ رکوردز
بریج ۹ رکوردز (انگلیسی: Bridge 9 Records) شرکت نشر موسیقی آمریکایی است، که در سال ۱۹۹۵ تأسیس شد.